# 氧化物弥散强化合金
氧化物弥散强化合金被用在高温涡轮发动机叶片以及换热器管道中。镍基合金是目前的主要产品，但是铁铝氧化物弥散强化合金也正在研究中。氧化物弥散强化合金也被用在核工业中。